# フィータス
フィータス（Foetus）は、オーストラリア出身のミュージシャンであるJGサールウェルのソロ・音楽プロジェクト。このプロジェクトには多くの似た名義が存在し、それぞれに「Foetus」という単語が含まれているnote。プロジェクトの「メンバーたち」は、すべてサールウェルの別名。それらには、フランク・ワント、フィリップ・トス、クリント・ルインが含まれている。サールウェルは他のアーティストとコラボレーションすることもあるが、彼らをフィータスのメンバーとは考えていない。
1981年、PragVEC解散後、サールウェルは「Foetus Under Glass」名義で自身のソロ・音楽プロジェクトを開始した。その後、「Foetus」という単語が含まれる様々な名義を使用してきたが、アルバム『Thaw』の後、サールウェルは名義を変更することをやめた。その後は単に「フィータス」のままとなっている。
1983年11月、フィータスはマーク・アーモンド、ニック・ケイヴ、リディア・ランチとともに「ジ・イマキュレート・コンサンプティヴ (The Immaculate Consumptive)」として知られるすぐに解散することとなった「パートナーシップ」によるツアーを行った。サールウェルは、ザ・ザ、アインシュテュルツェンデ・ノイバウテン、ナース・ウィズ・ウーンド、アン・ホーガンのレコーディングしたアルバムにも参加している。
1985年10月、サールウェルはアルバム『ネイル』を制作し、これは史上最も人気のあるフィータスのアルバムとなった。
アルバム『ガッシュ』が1995年に発表され、これにより音楽ジャーナリストはインダストリアルの発展におけるフィータスの役割を認めるようになった。

## コンセプト的なテーマ
フィータスのフル・アルバムのタイトルはすべて4文字1音節の単語となっており、多くの場合複数の意味合いを含んでいる。
フィータスからリリースされる作品のアートワークは、意図的に色の変化を示している。初期のリリースは白黒だが、アルバム『デフ』では赤が追加され、『釘』ではさらに黄色が追加されている。フルカラー・アートは『ガッシュ』で導入された。『Flow』から、主なアルバムのアートワークは黒/白/赤に戻ったが、他のリリースでは引き続きフルカラーとなっている。

## ディスコグラフィ

### スタジオ・アルバム
- 『デフ』 - Deaf (1981年) ※You've Got Foetus on Your Breath名義、日本盤はフィータス名義
- 『エイク』 - Ache (1982年) ※You've Got Foetus on Your Breath名義、日本盤はフィータス名義
- 『ホウル』 - Hole (1984年) ※Scraping Foetus Off the Wheel名義、日本盤はジム・フィータス名義
- 『釘』 - Nail (1985年) ※スクレイピング・フィータス・オフ・ザ・ウイール名義
- Thaw (1988年) ※Foetus Interruptus名義
- 『ガッシュ』 - Gash (1995年)
- Flow (2001年)
- Love (2005年)
- Vein (2007年)
- Hide (2010年)
- Soak (2013年)

### ライブ・アルバム
- Rife (1998年)
- Male (1992年)
- 『ボイル』 - Boil (1996年)
- York (First Exit to Brooklyn) (1997年) ※The Foetus Symphony Orchestra名義

### コンピレーション・アルバム
- Sink (1989年)
- Damp (2006年)
- Limb (2009年)

## 付記
フィータスの名称のバリエーション
^a Foetus in Your Bed (1981年)、You've Got Foetus on Your Breath (1981年)、Jim Foetus and the Transvestites from Hell (1983年)、Scraping Foetus Off the Wheel (1984年)、The Foetus of Excellence (1985年)、Foetus Über Alles (1985年)、Foetus Flesh (1985年)、Foetus on the Beach (1985年)、Foetus Interruptus (1988年)、Foetus Eruptus (1989年)、Foetus (1995年)、The Foetus Symphony Orchestra (1997年)、Foetus Under Glass、Phillip & His Foetus Vibrations、Foetus Over Frisco、Foetus Art Terrorism、Foetus Über Frisco、The Foetus All Nude Revue、Foetus, Inc.、Foetus Corruptus、Foetus in Excelsis Corruptus Deluxe